# Otto Polysius
Victor Gottfried Otto Polysius (* 27. September 1863 in Dessau; † 3. Mai 1933 ebenda) war ein deutscher Maschinenbauingenieur und Unternehmer sowie Ehrenbürger von Dessau.

## Familie
Otto Polysius war der älteste Sohn des Schlossermeisters und Geldschrank-Fabrikanten Gottfried Polysius und dessen Ehefrau Louise Polysius, geborene. Amelang. Er heiratete am 18. August 1891 Christiane Kämmerer (* 22. Juni 1870), eine Tochter des Seifenfabrikanten Carl Gustav Kämmerer in Dessau. Sie hatten drei Kinder: Gustav (* 23. Mai 1892 in Dessau), Otto (* 22. Januar 1895 in Dessau; † 13. August 1944 ebenda) und Walter (* 27. Juni 1898 in Dessau; † 14. Februar 1931 in Berlin).

## Leben

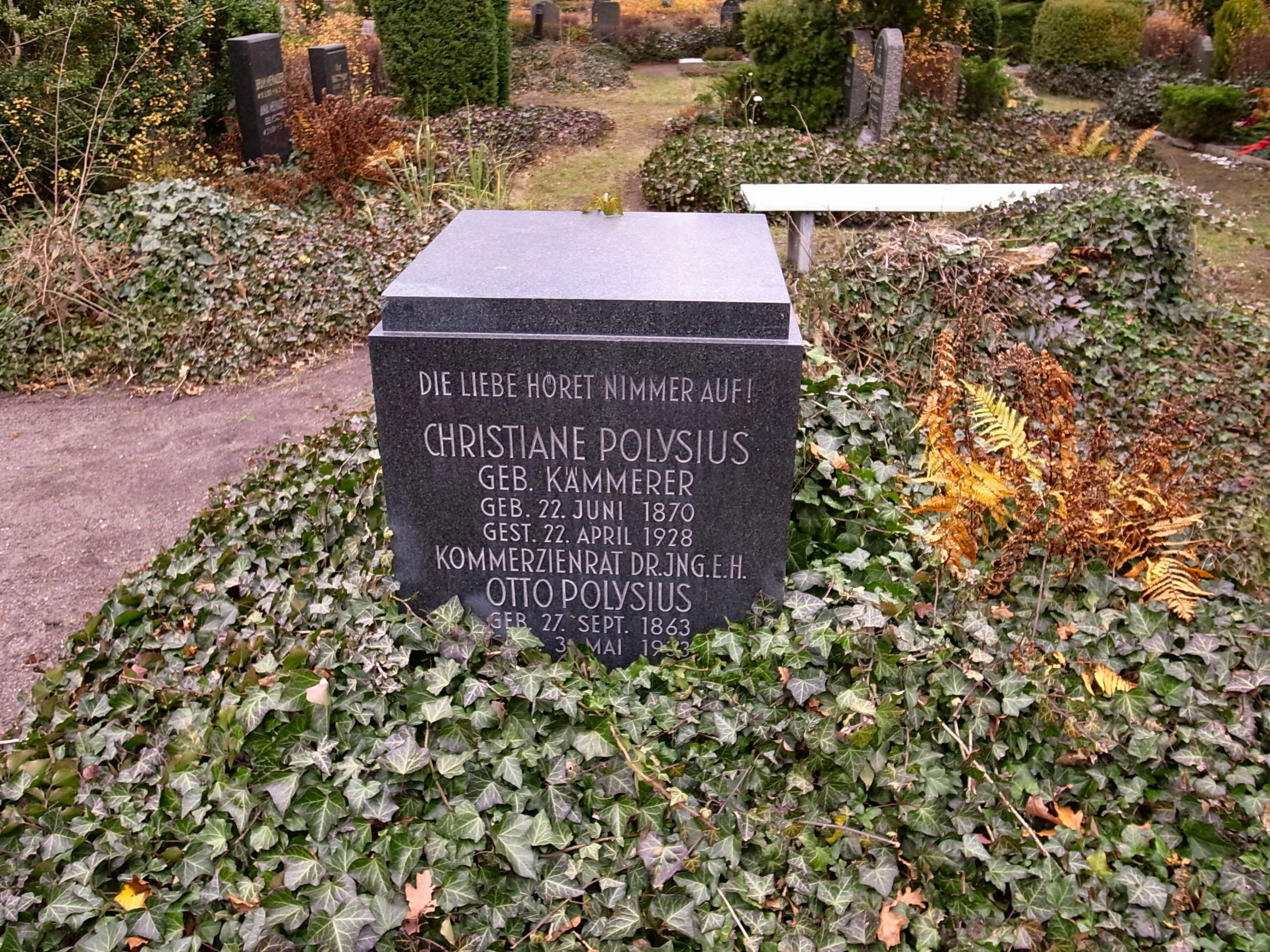
Ruhestätte auf dem Historischen Friedhof in Dessau

Otto Polysius besuchte das Gymnasium in Dessau und arbeitete längere Zeit praktisch im väterlichen Betrieb, ehe er Maschinenbau studierte, zuerst an der Technischen Hochschule München, dann an der Technischen Hochschule (Berlin-)Charlottenburg. Er wurde Mitglied der Corps Franconia München und Guestphalia Berlin. Nach dem Tod seines Vaters musste er schon 1886 im Alter von 22 Jahren die Leitung des Unternehmens G. Polysius übernehmen. Um zunächst sein Studium zum Abschluss zu bringen, übertrug er seiner Mutter die Generalvollmacht zur Leitung.
Bis 1896 leitete er das Unternehmen allein. Dann trat auch sein jüngerer Bruder Max Polysius in die Geschäftsleitung ein. Otto Polysius führte den Transmissionsbau und die Produktion von Hartzerkleinerungsanlagen ein, insbesondere für Zementfabriken. Auf der Weltausstellung in Chicago 1893 wurden erstmals Gesamtanlagen zur Zementherstellung für den Export vorgestellt. Um die Jahrhundertwende begann die Produktion von Kugel- und Rohrmühlen. Ab 1899 stellte das Unternehmen Drehrohröfen zur Zementherstellung her.
1906 wurde Otto Polysius zum Herzoglich Anhaltischen Kommerzienrat ernannt. Er veranlasste 1907 die Einrichtung eines Patentbüros und gründete 1909 ein chemisches Laboratorium. Bei der Umwandlung in eine Aktiengesellschaft 1928 trat Polysius mit seinem Bruder Max in den Aufsichtsrat des Unternehmens ein. Otto Polysius war in einer Reihe von Fachgremien seines Industriezweigs tätig. 1928 wurde er zum Ehrensenator der Technischen Hochschule Berlin ernannt, 1929 erhielt er dort die Ehrendoktorwürde (als Dr.-Ing. E.h.). Ebenfalls 1929 wurde er Ehrensenator der Technischen Hochschule Dresden.